# Lockwood & Co (serie de televisión)
Lockwood & Co. (en español, Agencia Lockwood) es una serie de televisión británica de suspenso detectivesco escrita y dirigida por Joe Cornish para Netflix basada en la serie de libros del mismo título de Jonathan Stroud. La primera y única temporada de la serie consta de ocho episodios y se estrenó el 27 de enero de 2023. La serie sigue las tramas de los dos primeros libros, The Screaming Staircase y The Whispering Skull.
En mayo de 2023, Netflix anunció la cancelación de la serie después de una única temporada.

## Sinopsis
En Londres, los cazadores de fantasmas adolescentes más talentosos viajan todas las noches en un peligroso combate con espíritus mortales. Entre las muchas agencias corporativas con personal adulto, una pequeña empresa nueva está sola: Lockwood & Co, operada por dos adolescentes y una chica dotada psíquicamente que son un trío renegado sin motivos financieros, supervisión adulta y destinados a desentrañar un misterio que cambiará el curso de la historia.

## Elenco
- Ruby Stokes como Lucy Carlyle
- Cameron Chapman como Anthony Lockwood
- Ali Hadji-Heshmati como George Karim
- Ivanno Jeremiah como el inspector Barnes
- Luke Treadaway como The Golden Blade
- Morven Christie como Penelope Fittes
- Jemma Moore como Annabel Ward
- Jack Bandeira como Quill Kipps
- Ben Crompton como Julius Winkman
- Hayley Konadu como Flo Bones
- Rhianna Dorris como Kat Godwin
- Paddy Holland como Bobby Vernon
- Rico Vina como Ned Shaw[5]
- Lily Newmark como Norrie White
- Louise Brealey como Pamela Joplin
- Nigel Planer como Sir John Fairfax

## Episodios
| Temporada | Temporada | Episodios | Emisión original    | Emisión original    |
| Temporada | Temporada | Episodios | Inicio              | Final               |
| --------- | --------- | --------- | ------------------- | ------------------- |
|           | 1         | 8         | 27 de enero de 2023 | 27 de enero de 2023 |

| N.º | Título                                        | Director           | Guionista                  | Primera emisión     |
| --- | --------------------------------------------- | ------------------ | -------------------------- | ------------------- |
| 1   | «This Will Be Us» «Nosotras seremos así»      | Joe Cornish        | Joe Cornish                | 27 de enero de 2023 |
| 2   | «Let Go of Me» «Suéltame»                     | William McGregor   | Joy Wilkinson y Kara Smith | 27 de enero de 2023 |
| 3   | «Doubt Thou the Stars» «Doubt Thou the Stars» | William McGregor   | Ed Hime                    | 27 de enero de 2023 |
| 4   | «Sweet Dreams» «Dulces sueños»                | William McGregor   | Ed Hime                    | 27 de enero de 2023 |
| 5   | «Death Is Coming» «Se acerca la muerte»       | Catherine Morshead | Joy Wilkinson              | 27 de enero de 2023 |
| 6   | «You Never Asked» «Nunca me lo pediste»       | Catherine Morshead | Joy Wilkinson              | 27 de enero de 2023 |
| 7   | «Mesmerised» «Hipnotizado»                    | Catherine Morshead | Ed Hime                    | 27 de enero de 2023 |
| 8   | «Not the Eternal» «No es la eternidad»        | Joe Cornish        | Joe Cornish                | 27 de enero de 2023 |

## Producción

### Desarrollo
El 19 de mayo de 2020, se anunció que la productora Complete Fiction estaba trabajando con Netflix para desarrollar una serie basada en la serie de libros Lockwood & Co de Jonathan Stroud. Joe Cornish se encargó de dirigir y producir la serie. En diciembre de 2020, Netflix ordenó oficialmente una serie de ocho episodios a Lockwood & Co. Cornish se desempeña como escritor principal y director. Nira Park, Rachael Prior y Cornish actúan como productores ejecutivos.
Ed Hime, Kara Smith y Joy Wilkinson son los guionistas de la serie.

### Selección del reparto
El elenco se confirmó en marzo de 2022 con Ruby Stokes, Cameron Chapman y Ali Hadji-Heshmati en los papeles principales junto a Ivanno Jeremiah, Luke Treadaway y Morven Christie. También se unieron al elenco Jack Bandeira, Ben Crompton, Hayley Konadu, Rhianna Dorris y Paddy Holland.

### Rodaje
El rodaje comenzó el 5 de julio de 2021 en Londres. Parte del rodaje tuvo lugar en el cementerio de Kensal Green a finales de octubre de 2021. Se eligió una casa en Claremont Square en el municipio londinense de Islington para las tomas exteriores del 35 Portland Row, para los interiores de la casa se construyeron unos decorados en Ealing Studios. Las escenas en el embrujado «Combe Carey Hall» del episodio 3 se rodaron en Mentmore Towers en Buckinghamshire y la parte de la serie ambientada en la ciudad natal no identificada de Lucy se filmó en Chipping Campden en Gloucestershire. La filmación de la serie terminó el 15 de marzo de 2022 en Londres.

### Música
Joe Cornish optó por incluir en la serie canciones basadas en música post-punk del repertorio de Bauhaus, the Cure, Siouxsie And The Banshees y This Mortal Coil. Al comentar sobre la música, Cornish dijo: «Regresamos a mucho post-punk, [...] música como Siouxsie and the Banshees y The Cure y Bauhaus que tienen este tipo de espeluznante romántico y cargado de fatalidad, y se sienten muy analógicos». «Se sienten vivos, se sienten perseguidos y tienen una melancolía maravillosa y hermosa. Teníamos una lista de reproducción desde muy temprano con esas pistas de Bauhaus, Siouxsie y The Cure». Se hace referencia a muchas de las bandas en carteles en las habitaciones de personajes como la de Lucy.

## Recepción
El sitio web de agregador de reseñas Rotten Tomatoes le da un índice de aprobación del 92 % con una calificación promedio de 7,70 sobre 10, según trece reseñas de críticos. El consenso de los críticos del sitio web dice: «Un procedimiento paranormal dirigido por la hábil mano habitual del escritor y productor Joe Cornish, Lockwood & Co. es una aventura llena de diversión llevada a cabo con un encanto alegre». Metacritic, que utiliza un promedio ponderado, asignó una puntuación de 78 sobre 100 basada en 6 críticos, lo que indica «críticas generalmente positivas».
La serie apareció en el top 10 mundial de Netflix durante tres semanas, entre el 22 de enero y el 12 de febrero, acumulando 79,91 millones de horas de visionado.